# 徐時可
徐時可（1534年—？），字惟易，號竹峰，湖廣黃州府黃岡縣人，民籍，明朝政治人物。

## 生平
嘉靖四十三年（1564年）甲子科湖廣鄉試第二十八名舉人。嘉靖四十四年（1565年）聯捷乙丑科二甲第七十五名進士。工部观政，四十五年十二月授南兵部主事，隆慶三年（1569年）八月升员外，四年二月升江西佥事，万历元年（1573年）三月升福建参议，五年正月升广东副使，六月改广西，六年七月升本省参政，十年五月升广东按察使，十一年闰二月升广西右布政使，九月升本司左布政，十四年正月考察致仕。

## 家族
曾祖徐大成；祖父徐榮；父徐尚義，母萬氏。兄時中（县丞）、弟時同。